# Schachclub Eppingen

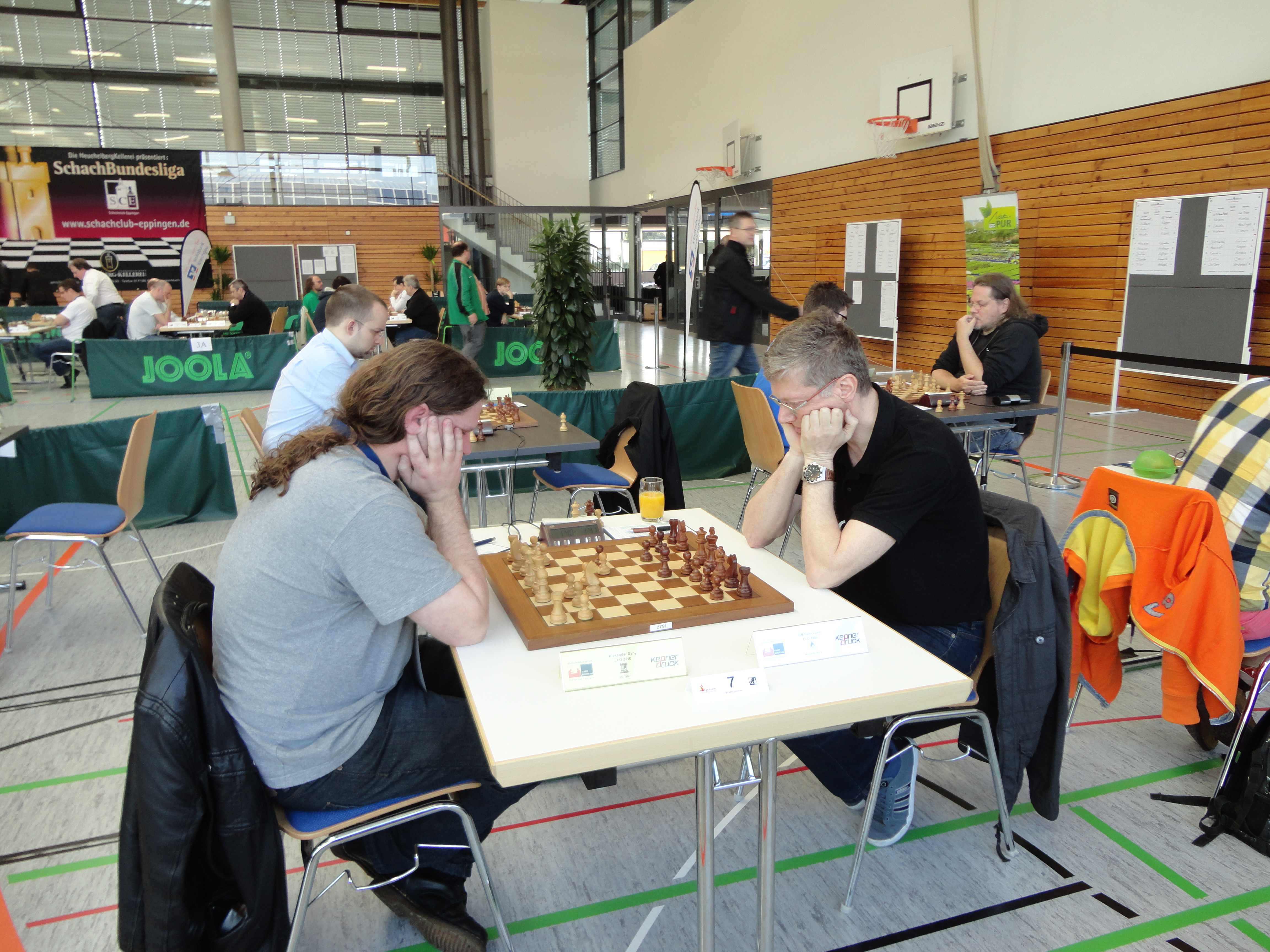
Alexander Dany (links) gegen Felix Levin (rechts) in der Eppinger Hardwaldhalle

Der Schachclub Eppingen e. V. ist ein Schachverein aus der baden-württembergischen Stadt Eppingen.
Der Verein wurde im Oktober 1954 gegründet. In der Saison 1978/79 spielte Eppingen zum ersten Mal in der höchsten deutschen Spielklasse, in der damals noch viergeteilten Schachbundesliga, nachdem man gemeinsam mit dem SV Hofheim in die Staffel Südwest aufgestiegen war. Während Hofheim die Klasse halten konnte, stieg Eppingen als Tabellenletzter ohne Mannschaftssieg wieder ab. Seit 1980 ist die Schachbundesliga eingleisig. Ein erneuter Aufstieg gelang zur Saison 1996/97. Zwar stieg Eppingen ebenfalls wieder als Tabellenletzter ab, gewann aber zumindest gegen den PSV Wuppertal. Zur Eppinger Mannschaft gehörten damals unter anderem der Großmeister Zoltán Gyimesi, die Internationalen Meister Alexander Kabatianski, Christian Mann und Ivo Donev sowie der spätere IM Lothar Arnold. Nach dem erneuten Aufstieg zur Saison 2004/05 war Eppingen elf Jahre ununterbrochen erstklassig. Am 17. März 2015 gab der SC Eppingen bekannt, die Mannschaft zum Ende der Saison 2014/15 aus der 1. Bundesliga zurückzuziehen.
Spiellokal für die Erstligakämpfe ist die Eppinger Hardwaldhalle, die früher Neue Großsporthalle hieß. 1. Vorsitzender ist Rudolf Eyer.
In der Saison 2018/19 waren fünf Großmeister beim Schachclub Eppingen als aktiv gemeldet (Reihenfolge nach DWZ mit Stand 22. Dezember 2018, Namensschreibweisen des Deutschen Schachbunds): Peter Acs, Zoltan Medvegy, Namig Guliyev, Robert Ruck und Lothar Vogt.